# Liste von Jazzmusikern/S
| Abk.  | Instrument           |
| ----- | -------------------- |
| acc   | Akkordeon            |
| acl   | Altklarinette        |
| afl   | Altflöte             |
| arr   | Arrangement          |
| as    | Altsaxophon          |
| b     | Bass                 |
| bar   | Baritonsaxophon      |
| bcl   | Bassklarinette       |
| bjo   | Banjo                |
| bl    | Bandleader           |
| bo    | Bongo                |
| bs    | Basssaxophon         |
| cl    | Klarinette           |
| clo   | Cello                |
| comp  | Komponist            |
| cond  | Dirigent             |
| cor   | Kornett              |
| dr    | Schlagzeug           |
| eh    | Englischhorn         |
| ep    | Elektronisches Piano |
| fg    | Fagott               |
| fl    | Flöte                |
| flh   | Flügelhorn           |
| frh   | Frenchhorn           |
| gisy  | Gitarrensynthesizer  |
| git   | Gitarre              |
| gl    | Glockenspiel         |
| har   | Mundharmonika        |
| harp  | Harfe                |
| kb    | Kontrabass           |
| keyb  | Keyboard             |
| lyra  | Lyra                 |
| mando | Mandoline            |
| mar   | Marimba              |
| obo   | Oboe                 |
| org   | Orgel                |
| p     | Piano                |
| perc  | Perkussion           |
| picb  | Piccolobass          |
| pictp | Piccolotrompete      |
| reeds | Holzblasinstrumente  |
| sax   | Saxophon             |
| ss    | Sopransaxophon       |
| syn   | Synthesizer          |
| tb    | Tuba                 |
| th    | Tenorhorn            |
| tp    | Trompete             |
| trb   | Posaune              |
| ts    | Tenorsaxophon        |
| tt    | Turntables           |
| vib   | Vibraphon            |
| viola | Viola                |
| vl    | Violine              |
| voc   | Gesang               |

Diese Liste ist eine Unterseite der Liste von Jazzmusikern.

## Sa – Sam
- Lembit Saarsalu ts
- Tero Saarti tp
- Nir Sabag dr
- Jordi Sabatés p, comp
- Jérôme Sabbagh ts
- Karim Saber git, comp
- Pete Saberton p, key
- Aaron Sachs cl, ts
- Helen Sachs voc
- Joe Sachse git
- Frank Sackenheim as, ts, ss, bcl, comp
- Jacob Sacks p
- Fats Sadi vib
- Sam Sadigursky reeds
- Eddie Safranski b
- Jamie Saft p, keyb, org, acc
- Philipp Sageder voc, comp
- Matthieu Saglio clo
- Michael Sagmeister git
- Defne Şahin voc
- Juliana Saib p, comp
- Kōnosuke Saijō ts, ss, fl
- Ed Saindon vib, mar
- Roy Sainsbury git
- Sélène Saint-Aimé kb, voc, comp
- Leandro Saint-Hill ss, as, ts, fl, cl
- Taiko Saito vib, marimba, comp
- Tetsu Saitō kb
- Ushio Sakai org, keyb
- Maruan Sakas p, comp
- Akira Sakata as, bcl
- Naoko Sakata p
- Vadim Sakun p
- Ikuo Sakurai kb
- Kari Sál voc, comp
- Samo Šalamon git
- Wil Salden p, cond
- Ameen Saleem kb
- Hans-Peter Salentin tp
- Rashied Salim IV vib, dr
- Yusuf Salim p, comp
- Antonello Salis acc,p, org
- Felipe Salles ts, ss
- Simo Salminen tp, flhn
- Ralph Salmins dr, perc
- Kenneth Salters dr
- Dino Saluzzi band, comp
- Sal Salvador git
- Tony Salvatori trb
- Jonathan Salvi vib, marimba, perc, comp
- Rudy Salvini tp, bl
- Ken Salvo bjo, git
- Sofia Salvo bar
- Hernán Samá sax
- Cymin Samawatie voc, comp
- Harry Samp tp
- Perico Sambeat as, ss, fl
- Bernard Sammul p
- Emiliano Sampaio git, comp, arr
- Joe Sample p, comp, arr
- Beate Sampson voc
- Deryck Sampson p
- Edgar Sampson sax, arr
- Jacky Samson b
- Bernard Samuel p
- Dave Samuels vib, mar
- Esmond Samuels sax
- Samúel Jón Samúelsson trb, arr, cond, comp
- Ron Samworth git, comp, bl

## San – Sb
- Bobby Sanabria dr, perc, cond, arr, voc
- David Sanborn as, ss
- Angelica Sanchez p
- David Sánchez ts, comp, bl
- Marta Sánchez p, comp, bl
- Moisés P. Sánchez p, comp, arr
- Rodolfo „Popo“ Sánchez sax, arr
- Yvonne Sanchez voc, comp
- Tom Sancton cl, comp, bl
- Ida Sand voc, p
- Sacy Sand voc
- Heinz Sandberg acc, p
- Ellekari Sander voc, p, keyb, comp
- Rainer Sander cl, as, arr, comp, ld
- Wolfgang Sander bar, comp
- Brandon Sanders dr
- Joe Sanders kb
- Pharoah Sanders sax, bl
- Jody Sandhaus voc
- Randy Sandke tp, cor, git
- Dennis Sandole git
- Arcoiris Sandoval p, arr, comp
- Arturo Sandoval tp, flh, keyb
- Iñaki Sandoval p
- Michelangelo Scandroglio kb
- Christian Sands p
- Ryan Sands dr
- Otis Sandsjö sax, cl, fl, comp
- Natalie Sandtorv voc, harm, waterphone, electr, comp
- Brian Sandstrom kb, tp, git
- Gerald Sanfino reeds
- David Sanford bl, comp
- JC Sanford trb, bl, arr
- Lorenzo Sanguedolce sax
- Marco Sanguinetti p
- Gianni Sanjust cl
- Myles Sanko voc, comp
- Eivin Sannes p
- Bernard Santacruz kb
- Mongo Santamaría perc
- Luca Santaniello dr
- Freddie Santiago dr, perc
- Lester Santiago p
- Ray Santisi p, comp
- Max Santner dr, comp
- Paul Santner b, git, voc
- Dave Santoro b
- Moacir Santos ts, cl, arr, comp
- Ray Santos ts, reeds, arr, comp, cond
- Cicci Santucci tp, flh, arr, comp
- Albert Sanz p, org, voc, comp
- Isfar Sarabski p
- Chander Sardjoe dr
- Ed Sarath flh, comp, arr, cond
- Gray Sargent git
- Kenny Sargent sax, cl, voc
- Jonatan Sarikoski dr
- Kasperi Sarikoski tp
- Michael Sarin dr
- Heikki Sarmanto p, comp
- Pekka Sarmanto b
- Rafał Sarnecki git, comp
- Antti Sarpila ts, cl
- Joan Mar Sauqué tp
- Julian Sartorius dr, perc
- Masanori Sasaji p, keyb
- Leon Sash acc
- Jon Sass tba
- Bernardo Sassetti p
- Jean-Pierre Sasson git
- Keshav Sathe tabla
- Masahiko Satō p
- Tatsuya Satō sax
- Yasuhiko Satō kb
- Sandro Satta as, comp
- Bernd Satzinger kb, e-b
- Charles Saudrais dr
- Heinz Sauer ts, ss, keyb, comp, bl
- Maud Sauer ob
- Heinz-Dieter Sauerborn as, ss, ts, fl
- Thomas Sauerborn dr, comp
- Kjetil Saunes b
- Carl Saunders tp, flhn, mell, arr, comp
- Red Saunders dr, vib
- Tom Saunders cor, voc, bl
- Julie Saury dr, perc
- Maxim Saury cl
- Eddie Sauter bl, arr
- Jim Sauter sax
- Camille Sauvage cl, comp
- Benjamin Sauzereau git, p, arr
- Russ Savakus kb
- Buddy Savitt sax
- Jan Savitt vln, arr, comp, bl
- Pinky Savitt tp
- Jarmo Savolainen p, comp
- Thomas Savy bcl, ts, comp
- Shungo Sawada git
- Jaz Sawyer dr, perc, tp, b, comp, arr
- Ryan Sawyer dr, perc
- Masahiro Sayama p
- Cynthia Sayer bjo, voc, arr, p, git, bells, kazoo
- Karl Sayer b
- Samira Saygili voc
- Emanuel Sayles git, bjo
- Tony Sbarbaro dr

## Sc – Sd
- Stefan Scaggiari p, keyb, syn, arr
- Martin Scales git
- Patrick Scales b
- Don Scaletta p
- Bill Scarlett sax, cl
- Rosina Scampino dr
- Michelangelo Scandroglio kb, comp
- Patrizia Scascitelli p, comp
- Woody Schabata vib, mar
- Niko Schabel as, cl, bcl, fl, perc, comp
- Daniela Schächter p, voc
- Johannes Schaedlich b, e-b, comp
- Benjamin Schaefer p
- Benny Schäfer kb
- Eric Schaefer dr, perc
- Hal Schaefer p, comp
- Paulus Schäfer git
- Andreas Schaerer voc, comp
- Hans Schätzke kb, b, arr
- Niko Schäuble dr, perc, comp
- Horst-Michael Schaffer tp, flh, comp, arr, cond
- Joost van Schaik dr
- Paulien van Schaik voc, comp
- Christina Schamei voc, comp
- Jim Schapperoew dr, comp
- Stéphane Scharlé dr, comp
- Lizzy Scharnofske dr, perc
- Philipp Schaufelberger git
- Freddy Schauwecker tb, lead
- Earl Scheelar cl, cor
- Michiel Scheen p, comp
- Kathrin Scheer voc, comp
- Stefan Scheib kb, b, comp
- Fere Scheidegger git, harm, voc
- Holger Scheidt kb, b, comp
- Jenny Scheinman vl
- Sebastian Scheipers git, comp
- Jürgen Scheele tp, flh, arr, comp, cond
- Heinz Schellerer cl, as, ts, fl
- Johannes Schenk p, org, comp
- Dieter Scherf as, ss, fl, bcl
- Andy Scherrer ts
- Katrin Scherer as, bar, bcl, cl, comp
- Katrin Scherr voc
- Joachim Scheu p
- Christian Scheuber dr
- Paul Scheugenpflug as, ss, comp
- Julius Scheybal git
- Ignaz Schick as, turntables
- Andreas Schickentanz trb, comp
- Michael Schiefel voc
- Markus Schieferdecker kb, eb, comp
- Philipp Schiepek git, comp
- Frank Schifano kb
- Uli Schiffelholz dr, comp
- John Schifflett kb
- Milena Schilasky har
- Daniel Schild dr, perc
- Chris Schilder p, keyb, comp
- Tony Schilder p, comp
- Dave Schildkraut as
- Dirik Schilgen dr
- Malte Schiller sax, cl, fl, bl
- Peter Schilperoort cl
- Rafael Schilt ts, cl
- Peter Schindler p, org, comp
- Marcus Schinkel p,keyb, comp
- William Schiøpffe dr
- Gero Schipmann git, Baritongitarre, comp
- Tobias Schirmer dr
- Philipp Schittek trb
- Chris Schlarb e-git
- Johannes Schleiermacher ts, syn, comp
- Robert Schleisiek p
- Stefanie Schlesinger voc
- Almut Schlichting as, bar, comp
- Frédéric Schlick acc
- Michael Schlierf p
- Sol Schlinger bar
- Helmut Schlitt tp
- Guido Schlösser p, comp
- Axel Schlosser tp
- Karl Schloz git
- Daniel Schmahl tp, flh, frh
- Paul Schmeling p
- Kuno Schmid keyb, syn, arr, comp, cond
- Lucas Schmid tb, comp, arr, cond
- Ralf Schmid keyb, arr
- Stefan Karl Schmid ts, ss, cl, comp
- Ben Schmidt-Swartz reeds
- Bobby Schmidt dr
- Erwin Schmidt p, org
- Martin Schmiddi Schmidt (* 1966) b, mandoline
- Piotr Schmidt tp
- Rainer Schmidt tp, cor, bl
- Uta C. Schmidt as
- Volker Schmidt dr
- Werner Schmidt ss, ts, bar, cl
- Eberhard Schmidt-Schulz tp
- Ben Schmidt-Swartz ts
- Amati Schmitt git
- Dorado Schmitt git, viol, voc
- Gerhard Schmitt git, b
- Samson Schmitt git
- Tchavolo Schmitt git
- Heiner Schmitz ts, arr, comp, cond
- Johannes Schmitz git, comp
- Robby Schmitz as, ts, cl, fl, p, org, acc, key, comp
- Christian Schmitz-Steinberg p, acc
- Reinhold Schmölzer dr, arr
- Stephan Schmolck kb
- Ingrid Schmoliner voc, p
- Anna-Lena Schnabel as, fl, comp
- Sandro Schneebeli git, comp
- Rainer Schnelle p, keyb, comp, arr
- Adam Schneit reeds
- Hawe Schneider trb
- Helge Schneider p, ep, org, voc, sax, b
- Jan Schneider tp
- Jason Schneider tp, flh, voc, comp
- Johanna Schneider voc, comp
- Larry Schneider sax
- Maria Schneider p, comp, arr, bl
- Elmer „Moe“ Schneider trb
- Nick Schneider kb
- Til Schneider trb, tp, flh, sousaphon
- Tine Schneider p
- Rob Schneiderman p
- David Schnitter ts
- Benedikt Schnitzler git
- Willy Schobben tp, comp, cond
- Elmer Schoebel p
- Sara Schoenbeck fag
- Olaf Schönborn as, ss
- Kai Schönburg dr
- Stefan Schönegg kb
- Chiara Schönfeld voc, comp
- Friedhelm Schönfeld as, ts, fl, cl, comp
- Stefan Schöler p, keyb, comp
- Norbert Scholly git
- Melanie Scholtz voc
- Daniel Scholz dr
- Daniel Sebastian Scholz git, oud, bl, comp
- Jürgen Scholz dr
- Martin Scholz p, org
- Piotr Scholz git, comp, arr, cond
- Joachim Schönecker git
- Jared Schonig dr
- Pavla Schönová p
- Manfred Schoof tp, flh, cor, comp
- Joscha Schraff p, comp
- Gerhard Schramke p, comp
- Andi Schreiber v, comp
- Stefan Schreiber ts, as, ss, cl, bcl
- Jan Schreiner tu, b-trb, comp
- Magnus Schriefl tp, flgh
- Matthias Schriefl tp, flgh, bari, sous, alphorn, voc, comp, arr
- Joop Schrier p, cembalo, bl
- Marie-Christine Schröck ss, ts, cl, comp
- Gene Schroeder p
- John Schröder git, p, dr, comp
- Michel Schroeder tp, arr, comp, cond
- Daniel Schröteler dr, perc
- Nadja Schubert recorder
- Frank Paul Schubert sax
- Matthias Schubert sax, oboe
- Paul Schuberth acc, p
- Philipp Schug trb
- Laura Schuler viol, voc, comp
- Luzius Schuler p, comp
- Ed Schuller kb, comp
- George Schuller dr
- Gunther Schuller frh, cond, comp, arr
- Matthias Schuller tb, comp
- Ira Schulman sax, fl, cl
- Heimo Schulte git
- Axel Schultheiß git
- Bob Schulz cor, voc
- Michael Schulz sax
- Mini Schulz kb, b
- Fritz Schulz-Reichel p
- Stephan Schulze trb, tu, flgh, comp, arr, cond
- David Schumacher bar
- Gary Schunk p, keyb
- Franziska Ameli Schuster voc, acc, comp
- Sebastian Schuster kb, comp
- Sven Schuster kb, comp
- Arthur Schutt p, arr
- Buddy Schutz dr
- Diane Schuur voc, p
- Sigi Schwab git
- André Schwager p, keyb, org, git, comp
- Reg Schwager git, comp, arr
- Roman Schwaller ts, comp, arr
- Thornell Schwartz git
- Judith Schwarz dr
- Gina Schwarz kb, eb, acc, comp
- Horst Schwarz tp, cor, trb, voc, Waschbrett
- Paul Schwarz p, org
- Jacques Schwarz-Bart sax
- Werner Schwarz acc, p
- Christophe Schweizer trb, bl
- Irène Schweizer p
- Freddy Schweitzer as, ts, cl
- Matthias Schwengler tp, flh, comp
- Dany Schwickerath git
- Rob Schwimmer p, keyb
- Louis Sclavis bcl, ts, ss
- Sebastian Scobel p, org, syn, arr
- Bob Scobey tp
- John Scofield git
- Enzo Scoppa ts, ss, fl
- Alex Scorier sax, fl
- Bobby Scott p, vib, voc, comp
- Bud Scott bjo, git
- Cecil Xavier Scott cl, ts
- Cecil Scott cl, ts, bl
- Christian Scott tp
- Clifford Scott ts, as, bar, fl
- Dave Scott tp
- Dick Scott dr
- Dred Scott p
- Essex Scott voc
- Jill Scott voc
- Jimmy Scott voc
- John Scott as, fl, comp
- Johnny Scott voc, ts
- Lannie Scott p
- Kendrick Scott dr, comp
- Lloyd Scott dr, bl
- Marilyn Scott voc
- Reynold Scott sax
- Rhoda Scott org
- Robbie Scott dr, bl
- Shirley Scott org, p
- Ronnie Scott ts
- Stephen Scott p
- Tom Scott sax
- Tony Scott cl
- Mickey Scrima perc, dr
- Janice Scroggins p

## Se
- Brandon Seabrook git, bjo
- Phil Seamen dr
- Lesley „Les“ Searle sax, arr, comp
- Al Sears ts
- Ben Seawell kb
- Clarence Seay b
- Adele Sebastian fl, voc
- Don Sebesky tb
- Marc Secara voc
- Andy Secrest tp, cor
- Bob Sedergreen p
- Amanda Sedgwick as, cl, fl, comp
- Jimmy Sedlar tp, bl
- Gene Sedric ts, cl
- Cees See dr, perc
- Aaron Seeber dr
- Jürgen Seefelder ts, as, ss, fl
- Ellen Seeling tp, flh, cond
- Debora Seffer viol, voc, comp
- Yochk’o Seffer sax, cl, tarogato, comp
- Jerry Segal dr
- Henri Segers p, bl, cond, arr
- Niko Seibold ts, as, ss, bcl, arr, comp, cond
- Simon Seidl p
- Shogo Seifert tp, as, p, syn, comp
- Zbigniew Seifert vl, as
- Max Seigel trb
- Karl E. H. Seigfried kb, comp
- Gunhild Seim tp, comp
- Trygve Seim ts, ss
- Jason Seizer ts
- Toshiyuki Sekine p
- Rita Selby voc, p, comp
- Philippe Sellam as, ss, bar, ts, cl, fl, comp
- Renato Sellani p, comp
- Will Sellenraad git
- Roger Sellers, dr
- Luke Sellick kb
- Frank Selten, as, ts, ss, bar, cl
- Bobby Selvaggio sax, cl, fl
- Moritz Sembritzki git
- Archie Semple cl
- Pat Senatore kb, bg
- Vladyslav Sendecki p, keyb, syn
- Bernie Senensky, p, keyb, org, vib, comp, arr
- Jerry Šenfluk cl
- Lena-Larissa Senge voc, git, syn, fl, comp
- Olivier Sens kb, elec, comp
- Ingo Senst b
- Boyd Senter bl, cl, as, ts
- Yuzuru Sera p
- Gjorgji Serafimovski acc
- Anna Serafińska voc, bl
- Kouame Sereba Dodo, Djembe, Kalimba, voc
- Greg Sergo dr
- Astrid Seriese voc
- Anna Serierse voc
- Koos Serierse dr
- Marcel Serierse dr, perc, kb
- Jarmo Sermilä tp, flhn, keyb
- Hal Serra p, arr
- Yoann Serra dr
- Antonio Serrano harm
- Paul Serrano tp, flhn
- John Serry junior p, keyb, comp, arr
- John Serry senior acc, org
- Ingrid Sertso voc
- Michael Session sax
- Brian Settles ts, fl
- Anna Setton voc, git, comp
- Markus Setzer b, comp
- Matthias Seuffert cl, ts, as, arr, ss
- Éric Séva bar, ss, sax, comp
- Esther Sévérac harp, comp
- Doc Severinsen tp, bl
- Fabien Sevilla kb
- Jack Sewing kb

## Sf – Sha
- Fabrizio Sferra dr
- Sam Sfirri p, melodica
- Sha sax, bcl, kbcl, comp
- Vladimir Shabaltas git, comp
- Andrey Shabashev p, comp
- Harel Shachal ss, as, cl, voc, comp, arr
- Anthony Shadduck kb
- Tarik Shah b
- Khalil Shaheed tp
- Jaribu Shahid b
- Maximilian Shaikh-Yousef as, ss, fl, cl, comp
- Bud Shank as, fl
- Kendra Shank voc, git, perc
- Timo Shanko kb
- Terry Shannon p
- Art Shapiro b
- David Shapiro b
- Ralph Sharon p
- Elliott Sharp git
- Fred Sharp git
- Karen Sharp ts, bar, cl, bcl, comp
- Avery Sharpe b
- D. Sharpe dr, mar
- Jesse Sharps sax, fl
- Scott Sharrard git
- Linda Sharrock voc
- Sonny Sharrock git
- Ed Shaughnessy dr
- Charlie Shavers tp
- Artie Shaw cl, bl
- Arvell Shaw b
- Charles Bobo Shaw dr
- Clarence Shaw tp
- Ian Shaw voc, p
- Jaleel Shaw as
- James Shaw trb
- Lee Shaw p
- Marlena Shaw voc
- Paul Shaw dr
- Woody Shaw tp
- Allen Shawn p
- Evan Shay ts, ss, synth

## She – Shy
- Frank Shea dr
- Kevin Shea dr
- Adam Shead dr
- Howie Shear tp
- George Shearing p
- Paul Shearsmith tp
- Billy Sheehan b
- Susana Sheiman voc
- Marcus Shelby kb, comp, bl
- Jack Sheldon tp
- Marty Sheller tp, arr
- Don Shelton voc, ts, cl, fl
- Aram Shelton sax, cl, comp
- Ernie Shepard b
- Dave Shepherd cl
- Elizabeth Shepherd p, voc, comp
- Kyle Shepherd p, sax, perc, voc, comp
- Brad Shepik git
- Joe Shepley tp, flhn
- Archie Shepp ts, ss, p, voc, comp
- Andy Sheppard sax
- Bob Sheppard, sax, cl, fl
- Harry Sheppard vib
- Dick Sheridan git, dr
- John Sheridan p, arr
- Naadia Sheriff p
- James Sherlock git
- Shorty Sherock tp
- Daryl Sherman p, voc
- Evan Sherman dr, bl
- Jimmy Sherman p, arr
- Mark Sherman vib
- Ray Sherman p
- Sammy Sherman trb, vl
- Eliel Sherman Storey sax
- Joya Sherrill voc
- Bobby Sherwood git, tp
- Bobby Shew tp
- Ariel Shibolet ss
- Takeshi Shibuya p, comp
- Larry Shields cl
- Eric Shifrin p
- Iiyama Shigeo dr
- Kunji Shigi tp, flhn
- Paul Shigihara git
- Yutaka Shiina p
- Sahib Shihab bar, arr, bl
- Arkady Shilkloper frh, flh, alph
- Tamir Shmerling kb
- Kurumi Shimizu p
- Yasuaki Shimizu ts, arr
- Raymond Shiner obo, reeds
- Ikuo Shiosaki git
- James Shipp vib, marimba, perc, dr, arr, comp
- Matthew Shipp p
- Hideo Shiraki dr
- Ayako Shirasaki p
- Elchin Shirinov p
- Patrick Shiroishi sax, trb, git
- Derek Shirley b
- Don Shirley p
- Jimmy Shirley git
- Patrick Shiroishi sax
- Igor Shirokov flh, tp, comp, bl
- Paula Shocron p
- Charlie Shoemake vib, p
- Bob Shoffner tp
- Katsuharu Shoji sax
- Dan Sholute kb
- Amy Shook kb
- Bob Short tu, tp, cor, kb
- Alan Shorter tp
- Wayne Shorter as, ts, ss, comp
- Ramesh Shotham dr, perc, comp
- Wally Shoup as
- Eddie Shu ts, as
- Adam Shulman p
- Joe Shulman b
- Ryan Shultz tp
- Yoshi Shutto dr
- Ofir Shwartz p
- Robert Shy dr
- Jen Shyu voc, erdu, comp

## Si – Sl
- Daniel Sicard perc
- Jef Sicard sax, cl, fl, comp
- Todd Sickafoose kb
- Altfrid Sicking vib, marimba, sax, tp, perc
- Doug Sides dr, perc
- Rasul Siddik tp
- Julia Siedl p, comp
- Adam Siegel as
- Julian Siegel sax, cl, bcl, comp
- Naomi Moon Siegel  trb
- Hugo Siegmeth ts, cl, bcl, comp, arr
- Sietske voc, comp, ld
- Michael Sievert ss, ts
- Henning Sieverts b, kb, clo, comp
- Martin Siewert git, electr, comp
- Bernard Siffert git
- Thomas Siffling tp, flh
- Michaelis Siganidis b
- Charlie Sigler git
- Frank Signorelli p
- Anna Gréta Sigurðardóttir p, voc, comp
- Fulvio Sigurtà tp, flh, comp
- Eerik Siikasaari b, comp
- Ayanda Sikade dr
- Maciej Sikała ts, ss
- Linda Sikhakhane ts, ss
- Paul Sikivie kb
- Catherine Sikora sax
- Yotam Silberstein git
- Kelly Sill kb
- Otto Sill cl, as
- Ward Silloway trb, voc
- David Sills sax
- Alan Silva kb, keyb, clo, vl, cond
- Chombo Silva ts, sax, viol, perc
- Robertinho Silva dr, perc, arr, comp
- Judi Silvano voc, arr, comp
- Horace Silver p, comp
- Pierre Sim kb
- Jan Šíma arr, bl, comp
- Libor Šíma ts, comp, arr
- Mehmet Ali Şimayli dr
- Gwilym Simcock p, comp, frhn
- Omer Simeon cl
- Vojislav Simić cond, arr, comp
- Nicolas Simion ss, ts, bcl, fl, comp
- Geoff Simkins as, cl, dr
- Ron Simmonds tp, p, arr
- Stafford Simon sax
- Art Simmons p
- John Simmons b
- Lonnie Simmons ts, cl, org, p
- Norman Simmons p
- Sonny Simmons as, ts
- Boštjan Simon sax
- Edward Simon p, comp
- Peder Simonsen tu, electr, dr-comp
- Andy Simpkins b
- Carole Simpson voc, p
- Don Simpson kb, arr
- Ray Sims, trb, voc
- Zoot Sims ts, bar
- Félix Simtaine dr, cond
- Alex Simu cl, sax, comp
- Denzal Sinclaire voc, p
- Nala Sinephro harp, syn, keyb, comp
- Quique Sinesi git
- Suresh Singaratnam tp
- Hal Singer ts
- Ronnie Singer git
- Yannick Singéry p
- Jarry Singla p, comp
- Charlie Singleton as, ts
- James Singleton b
- Marge Singleton p
- Zutty Singleton dr
- Josh Sinton sax
- Alex Sipiagin tp
- Gérard Siracusa perc, dr, comp
- Maynie Sirén voc
- Asaf Sirkis dr, perc
- Sirone b
- Luca Sisera e-b,kb, comp
- Noble Sissle voc, vl
- Rotem Sivan git, comp
- Blaise Siwula as, ss, cl, bcl, fl, perc
- David Six p, comp, mridangam
- Jack Six kb, e-b
- Frans Sjöström sax, bjo
- Greg Skaff git
- Isach Skeidsvoll p
- Lauritz Skeidsvoll sax
- Alan Skidmore ts
- Jimmy Skidmore ts
- Tom Skinner dr
- Ray Skjelbred p
- Andreas Skjold trb
- Bosse Skoglund dr, vib
- Erlend Skomsvoll p, keyb, acc, tu, arr, comp
- Nisse Skoog tp
- Janusz Skowron p, keyb, syn
- Nevil Skrimshire git, bjo
- Ingi Bjarni Skúlason p, comp
- Michal Skulski ts, ss, as, comp
- Tomasz Skulski as, ss, bar, ts, fl, cl
- Freddie Slack p, bl
- Roman Sladek trb, b-trb, bl
- Steve Slagle as, ss fl, cl
- Sonia Slany vln, p
- John Slaughter git
- Martin Slavin p, vib, arr, bl
- Wanja Slavin as, acl, fl, comp, bl
- Peter Slavov junior kb, comp
- Peter Slavov senior dr
- Don Sleet tp
- Solveig Slettahjell voc
- Cees Slinger p
- Eviatar Slivnik dr
- Carol Sloane voc
- Matt Slocum dr
- Melissa Slocum kb

## Sm
- Bill Smith dr
- Charles Small trb, arr, comp
- Nick Smart tp, flh
- Cliff Smalls p
- Cornell Smelser acc
- Pavel Smetáček cl, as, ss, ts, bl, comp
- Jarosław Śmietana git
- Chris Smildiger kb, p, cl
- André Smit trb
- Allen Smith tp
- Bill Smith cl
- Bill Smith sax
- Bobby Smith as
- Buster Smith as, cl
- Carson Raymond Smith b
- Cecilia Smith vib
- Charlie Smith dr
- Ches Smith dr
- Crickett Smith tp
- Derek Smith p, arr
- Earl „Buster“ Smith dr
- Floyd Smith git
- Geechie Smith tp, voc
- Giacomo Smith as, cl
- Ian Smith tp
- Jabbo Smith tp, voc
- Jimmy Smith org
- Jimmie Smith dr
- Joe Smith dr
- Joe Smith tp, co
- Johnny Smith git
- Johnny Hammond Smith org
- Joshua Douglas Smith as, ss
- June Smith voc, tp
- Keith Smith tp, voc
- Larry Smith sax
- LaDonna Smith, p, vl
- Lloyd Smith as, fl
- Lonnie Liston Smith p, key, org
- Mamie Smith voc
- Marvin „Boogaloo“ Smith dr
- Marvin Smitty Smith dr
- Mike Smith sax
- Neal Smith dr
- Pinetop Smith p, voc
- Putter Smith kb, tu, voc
- Roger Smith git
- Ruthie Smith as, ts, voc
- Sean Smith kb
- Sonelius Smith p, comp, arr
- Steve Smith dr
- Steve Lloyd Smith kb
- Stuff Smith vl
- Tab Smith as, ts, ss
- Teddy Smith kb
- Tommy Smith ts
- Wadada Leo Smith tp, flh, perc
- Walter Smith III ts
- Willie Smith as, cl, voc
- Willie „Face“ Smith as, arr, comp
- Willie The Lion Smith p
- Hendrick Smock dr
- Jan Smoczyński p, org, arr
- Mateusz Smoczyński viol, comp
- Kacper Smoliński harm, comp
- Paul Smoker tp
- Cory Smythe p, org
- Pat Smythe p, comp

## Sn – Ss
- John Sneider tp, flh
- Torben Snekkestad cl, sax, tp
- Ferenc Snétberger git
- Jim Snidero as
- Valaida Snow tp, voc
- Elmer Snowden bjo, git
- Terry Snyder dr, vib
- Alexander Sobocinski git
- Tom Sochas p, synth, git, perc
- Frank Socolow ts, cl
- Kenny Soderblom reeds
- Ann-Sofi Söderqvist tp, flh, comp, arr, cond
- Nico Soffiato git
- Christof Söhngen git
- Olli Soikkeli git
- Nils Solberg git
- Ståle Liavik Solberg dr, perc
- Lara Solnicki voc, comp
- Jasper Soffers p, syn, comp
- Philippe Soirat dr
- Claudia Solal voc, comp
- Martial Solal p, bl, comp
- Dani Solimine git, comp
- Hendrik Soll p
- Norbert Sollbach git, trb, b, voc
- Lew Soloff tp
- Clifford Solomon sax
- Hans Solomon ts, as, cl
- Henry Solomon bar, as, cl, fl, comp
- Melvin Solomon tp
- Somi voc
- Daniel Sommer dr, comp
- Günter ‚Baby‘ Sommer dr, perc, comp
- Clark Sommers kb
- Arnie Somogyi kb
- Jasper Somsen kb
- Peter Somuah tp, comp, bl
- Jens Søndergaard as, ts, bar, comp
- Simone Sonnenschein as
- Brice Soniano kb
- Jaak Sooäär git
- Jeff Song b, clo
- Márton Soós b, arr
- William Soovik dr
- René Sopa acc
- Ed Soph dr
- Rasmus Sørensen p, comp
- Tyshawn Sorey dr, p
- Harvey Sorgen dr, perc
- Jonas Sorgenfrei dr
- Isabel Sörling voc
- Martin Sörös p, keyb, comp
- Brede Sørum ts
- Omar Sosa p
- Vuyo Sotashe voc
- Thea Soti voc, comp
- Pere Soto git, comp
- Doc Souchon git, banj, voc
- Luboš Soukup ts, ss, cl, fl, p, comp
- Léo Souris p, arr, bl
- Benoît Sourisse p, org, cond, comp
- Eddie South vl
- Graham South tp
- Karen Souza voc
- Luciana Souza voc
- David Soyza vib
- Iman Spaargaren ts, ss, cl, bcl, fl, comp
- Charlie Spand p, voc
- André J. Spang p, keyb, comp
- Simon Spang-Hanssen sax, bl
- Bud Spangler dr
- Herbie Spanier tp, flh, p
- Muggsy Spanier cor
- Les Spann g, fl
- Lummie Spann as
- Andreas Spannagel ts, fl
- Fred Spannuth cl, sax
- Emil Spányi p, comp
- Bobby Sparks key, org, clavinet, ep, comp
- Hans Sparla trb, acc, arr
- James Spaulding as, flute
- Martin Speake as
- Nimrod Speaks kb
- Glenn Spearman ts
- Louie Spears kb
- Maurice Spears trb, b-trb
- Paul Specht, vl, bl
- Claus Spechtl git
- Speckled Red p
- Rhodes Spedale p
- Chris Speed ts, cl
- Louis Speiginer git
- Andrew Speight as
- Alister Spence p
- Earle Spencer bl, arr, comp, trb
- Henry Spencer tp, comp
- Isaiah Spencer dr
- Leon Spencer org, p
- O’Neill Spencer dr, voc
- Ed Sperber ts, as, cl, fl, voc, cond
- Jack Sperling dr
- Greg Spero p, keyb
- Vinnie Sperrazza dr
- Bernhard Sperrfechter git
- Loz Speyer tp, flhn
- Jürgen Spiegel dr
- Martin Spiegelberg tp, flh, git, comp
- Barney Spieler kb
- Simon Spiess ts, ss, comp
- Tassos Spiliotopoulos git
- Vilém Spilka git
- Simon Spillett ts
- David Spinozza git
- Ferruccio Spinetti b, comp
- Alfred Spirli dr, perc
- Pee Wee Spitelera cl
- Charlie Spivak tp
- Rossano Sportiello p
- Kika Sprangers sax, comp
- Bryan Spring dr
- Kandace Springs voc
- Victor Sproles kb
- Bruce Squires trb
- Brett Sroka trb

## St – Ste
- Frank St. Peter as, fl, arr, comp
- Larry Stabbins ts
- Thomas Stabenow kb, comp, arr
- Dick Stabile sax, bl
- Ron Stabinsky p
- Nick Stabulas dr
- Kiefer Shackelford keyb
- Jesse Stacken p
- David Stackenäs git
- Tom Stacks dr, voc
- Jess Stacy p, bl
- Bram Stadhouders git, electronics, comp, git-syn
- Jasper Stadhouders git, eb
- Max Stadtfeld dr, comp
- Gregg Stafford tp, voc, cor, arr, cond
- Terell Stafford tp, flh
- Rudi Staeger dr, perc
- Stefan Stahel p
- Mattias Ståhl vib, perc
- Thomas Stahr kb
- Jim Staley trb
- Roelof Stalknecht p
- Mary Stallings voc
- Fritz Stamer p
- Marvin Stamm tp, flh
- Floyd Standifer tp, sax, flhn, voc, arr
- Martin Standke dr
- Burkhard Stangl git, bl, comp
- Maciej Staniecki git, comp
- Juraj Stanik p
- Willi Stanke bl, arr
- Kuba Stankiewicz p, comp
- Krystyna Stańko voc, git, comp
- Tomasz Stańko tp, comp
- Al Stanwyck tp, flhn, trb
- Mario Stantchev p, comp
- Ben Stapp tu
- Al Starita bl, as, cl, arr
- Bobby Stark tp
- Ray Starling tp, mell, p
- Sergey Starostin
- Rob Statham e-b
- Philipp Stauber git
- Cyrus St. Clair tu, kb
- Johnny St. Cyr bjo
- Reno Steba b
- Marc Steckar tu
- Scott Steed KB
- Alphonse Steele dr
- Blue Steele bl, trb, voc
- Colin Steele tp
- Philipp Steen b
- Uffe Steen git
- Janusz Stefański dr
- Bill Stegmeyer cl, arr
- Jeremy Steig fl
- John Stein git
- Johnny Stein dr, bl
- Lou Stein p
- Mitch Stein git
- Erwin Steinbacher ts, cl, bl
- Paul Steinbeck kb
- Cleo Steinberger voc, comp
- Jerry Steinhilber dr
- Carsten Steinkämper dr
- Veit Steinmann clo
- Uwe Steinmetz sax, arr
- Joe Steele p, arr
- Norman Stenfalt p, arr
- Bobo Stenson p
- Chuck Stentz ts
- Michael Stephans dr
- Dayna Stephens sax
- Barry Stephenson kb
- Louis Stephenson as
- Charles Stepney vib, p, arr
- Bobby Stern ts, ss, as
- Leni Stern git
- Mike Stern git
- Elias Stemeseder p
- Colin Stetson sax, cl, bcl, fl
- Becca Stevens voc, git
- Clive Stevens sax, fl, leyb, perc
- Matthew Stevens git
- Michael Jefry Stevens p, comp
- Tim Stevens p
- Garth Stevenson kb
- George Stevenson trb
- Sultan Stevenson p
- Tommy Stevenson tp
- Al Stewart tp
- Grant Stewart ts
- Herbie Steward ts, as
- Bill Stewart dr
- Bob Stewart tb
- Don Stewart cl, ts, horn
- Grant Stewart ts
- Leroy „Slam“ Stewart b
- Lewis Stewart git, comp
- Luke Stewart kb
- Macie Stewart p, keyb, vln
- Mike Stewart ts, bl
- Rex Stewart cor, voc
- Slam Stewart kb, voc
- Edith Steyer as, ts, cl, fl, comp

## Sti – Sto
- Sven Stiberg bjo, git
- Matthias Stich as, ss, cl, bcl, comp
- Lisa Stick tb, comp
- Bo Stief b
- Thomas Stieger b
- Don Stille p, acc
- Loren Stillman sax
- Nicola Stilo fl, git
- Ludwig Stimmler kb
- Tim Stine git
- Sonny Stitt as, ts
- Jiri Stivin cl, fl, sax, comp
- Kathy Stobart ts, bl
- Christian Stock kb, comp
- Nicolas Stocker dr, perc, comp
- Paul Stocker ss, ts, bcl, fl, comp
- Markus Stockhausen tp, comp
- Simon Stockhausen ss, synt, keyb, comp
- Phil Stockli as, ts
- Florian Stoffner git
- Bob Stoloff voc, comp, dr
- Alvin Stoller dr
- Nadja Stoller voc, acc, perc, recorder, electronics, comp
- Hannes Stollsteimer p, keyb, comp
- Scheherazade Stone voc
- Tobi Stone bar
- Sid Stoneburn as, cl
- Vigleik Storaas p
- Aleksandar Škorić dr
- Ståle Storløkken keyb, syn, comp
- Håkon Storm git
- Sidsel Storm voc
- Claus Stötter tp
- Smokey Stover tp, bl
- Don Stovall as
- Nobu Stowe p
- John Stowell git

## Str
- Malcolm Strachan tp
- Todd Strait dr
- Ellis Stratakos trb, bl
- Colin Stranahan dr
- Les Strand org
- Göran Strandberg p
- Pete Strange trb, arr
- Bjoern Strangmann trb
- Nicola Stranieri dr
- Hugo Strasser cl, ld
- Joe Strasser dr
- Karolina Strassmayer as, ss, fl
- Don Stratton tp
- Benjamin Strauss dr
- Silvan Strauss dr
- Kerry Strayer bar, arr, bl
- Billy Strayhorn p, arr
- Frank Strazzeri p
- Ben Street b
- Co Streiff ss, as
- Maciej Strzelczyk viol, arr
- Sebastian Strempel tp, flh, cond, comp
- Martin Streule b, comp, arr, cond
- Lutz Streun bcl, ts, comp
- E. J. Strickland dr, comp
- Marcus Strickland ss, ts, comp
- Stan Strickland ts, ss, fl, voc, bcl, perc, comp
- Raymond Strid dr
- Fabiana Striffler viol, mandoline, voc, comp
- Zhenya Strigalev as, ss, electr, comp
- Jan Strinnholm p
- Sebastian Strinning ts, bcl, cl, sax
- Byron Stripling tp, voc
- Helmut Strobl ts, bcl, cl, fl, bar, arr
- Goony Strömmer dr, p, voc
- Bernd Strohm git, comp
- C. Scoby Stroman dr
- Scott Stroman tbn, voc, comp, arr, cond
- Eckhard Stromer dr
- Karl Strømme tp, flh, trumpetizer, comp
- Thomas Strønen dr
- Anthony Strong voc, p, comp
- Jimmy Strong cl, ts
- Bob Stroup trb, vib, ts, fl
- Frank Strozier as, fl, cl, p
- Bernard Struber git, arr, comp, org
- Claudio Strüby dr
- Dominik Strycharski recorder, voc, electronics, comp
- Dave Stryker git
- Lothar Stuckart tp, cond

## Stu – Sz
- Michael Stuart reeds
- Ken Stubbs as, comp, cond
- Kjersti Stubø voc, bl
- Thorgeir Stubø g
- Erika Stucky voc
- Lennard Stünkel trb
- Mort Stulmaker kb, p
- Michael Stulz dr
- Ted Sturgis kb
- Fred Sturm trb, comp, arr, cond
- Hans Sturm kb, comp
- Ondrej Stveracek ts
- James Styles kb
- Melissa Stylianou voc, comp
- JC Stylles git
- Pablo Sáez dr
- Yuhan Su vib
- Fermín Suarez kb
- Lionel Suarez acc
- Achille Succi as, cl, bcl
- Bronisław Suchanek b
- Kuba Suchar dr, syn
- Bernd Suchland ts
- Carol Sudhalter fl, as, bs
- Dick Sudhalter cor, tp, flh
- Tobias Sudhoff p, ep, vib, comp
- Monnette Sudler g, voc, comp, arr
- Natalio Sued sax
- Anli Sugano voc
- Kunihiko Sugano p
- Takashi Sugawa kb, clo
- Kiyoshi Sugimoto git
- Tomokazu Sugimoto kb
- Soojin Suh dr
- Reto Suhner as, ts, bar, bs, C-Melody-sax, pic, fl, afl, bansuri, cl, acl, duduk, theremin
- Idrees Sulieman tp, as
- Ira Sullivan tp, flh, as, ts, ss, fl, dr
- Joe Sullivan p
- Joe Sullivan tp
- Maxine Sullivan p, voc
- Travis Sullivan as, p
- Juma Sultan perc, b, as, fl
- Stan Sulzmann ts, as, fl
- Johanna Summer p, comp
- Ed Summerlin ts, comp
- Bill Summers perc
- Sun Ra p, keyb, comp, bl
- Kevin Sun ts, cl
- Yonga Sun (* 1977) dr, perc
- Hiroshi Sunaga dr
- Tim Sund p, comp
- Torbjørn Sunde trb, comp, voc
- Freddy Sunder git, voc, arr
- Dan Peter Sundland e-b
- Phil Sunkel tp
- Monty Sunshine cl
- Tauno Suojärvi kb
- Teuvo Suojärvi p
- Klaus Suonsaari dr, comp
- Ben Surman keyb, syn, sax
- John Surman bar, ss, bcl, syn, comp
- Eric Surménian kb
- Richard Sussman p, kb
- Sheldon Suter dr
- Barbara Sutton Curtis p
- Rachel Sutton voc
- Ralph Sutton p
- Ron Sutton Jr. sax
- Tierney Sutton voc
- Hiromasa Suzuki p, keyb, comp
- Hisatsugu Suzuki p
- Isao Suzuki kb
- Shigeo Suzuki as, fl
- Henrik Sveidahl ts, ss, cl, bcl
- Christian Meaas Svendsen b, comp
- Esbjörn Svensson p
- Gunnar Svensson voc, p
- Lalle Svensson tp, tr, p, voc
- Reinhold Svensson p, org, comp
- Staffan Svensson tp, flh
- Skúli Sverrisson b
- Milan Svoboda p, comp, arr, dir
- Hal Swain sax
- Steve Swallow b, e-b
- John Swana tp, flh
- Lena Swanberg voc
- Thore Swanerud p, vib, comp, arr, cond
- Zach Swanson kb
- Lloyd Swanton b, comp
- Harvie Swartz b, bl
- Edwin Swayzee tp
- Steve Swell trb, bl
- Ewan Swenson g, comp
- Mazz Swift viol, voc
- Ray Swinfield sax, cl, fl
- Earl Swope trb
- Rob Swope trb
- Yuriy Sych p, ep, comp
- Joe Sydow kb
- Roosevelt Sykes voc
- Ben Syversen tp
- Jorge Sylvester sax
- Frédéric Sylvestre git
- Jade Synstelien git
- György Szabados p, comp
- Dániel Szabó p, comp
- Gábor Szabó git
- Lora Szafran voc
- Bob Szajner p
- Béla Szakcsi Lakatos p
- Mátyás Szandai kb
- Claudio Szenkar vib, p, comp
- Szandra Szőke voc, comp
- Janusz Szprot p, comp
- Tomasz Szukalski ss, ts, bcl
- Włodzimierz Szymański sax, cl, keyb
- Robert Szydlo kb, b